# Пекела
Пекела (нід. Pekela, нід. вимова: [ˈpeːkəlaː] ( прослухати)) — муніципалітет у Нідерландах, у провінції Гронінген.
Утворений 1990 року шляхом об'єднання колишніх муніципалітетів Ауде-Пекела і Ніве-Пекела.

## Історія
Муніципалітет Пекела був створений в результаті злиття муніципалітетів Оуде-Пекела і Ньове-Пекела в 1990 році.

## Географія
Мапа муніципалітету Пекела, червень 2015 року
Пекела розташована за адресою 53°6′ пн. ш. 7°0′ сх. д. / 53,100° пн. ш. 7,000° сх. д. на південному сході провінції Гронінген на північному сході Нідерландів. Межує з муніципалітетами:
- Олдамбт (на півночі)
- Беллінгведде (на сході)
- Стадсканаал (на півдні)
- Вендам (на заході)
- Ментервольде (на північному заході).

Річка Пекель-Аа перетинає муніципалітет з півночі на південь. Основними населеними пунктами муніципалітету є села Бовен Пекела [nl] (Верхня Пекела), Ньове Пекела (Нова Пекела) та Оуде Пекела (Стара Пекела). До складу муніципалітету також входить частина села Алтевер і села Бронсвін і Хоетмансмеер.
Загальна площа муніципалітету становить 50,20 км2 (19,38 кв. миль), з яких 49,04 км2 (18,93 кв. миль) — суша і 1,16 км2 (0,45 кв. миль) — вода.

## Населені пункти муніципалітету
Села
- Ауде-Пекела
- Бовен-Пекела
- Ніве-Пекела

Селища
- Алтевер
- Бронсвен

## Галерея

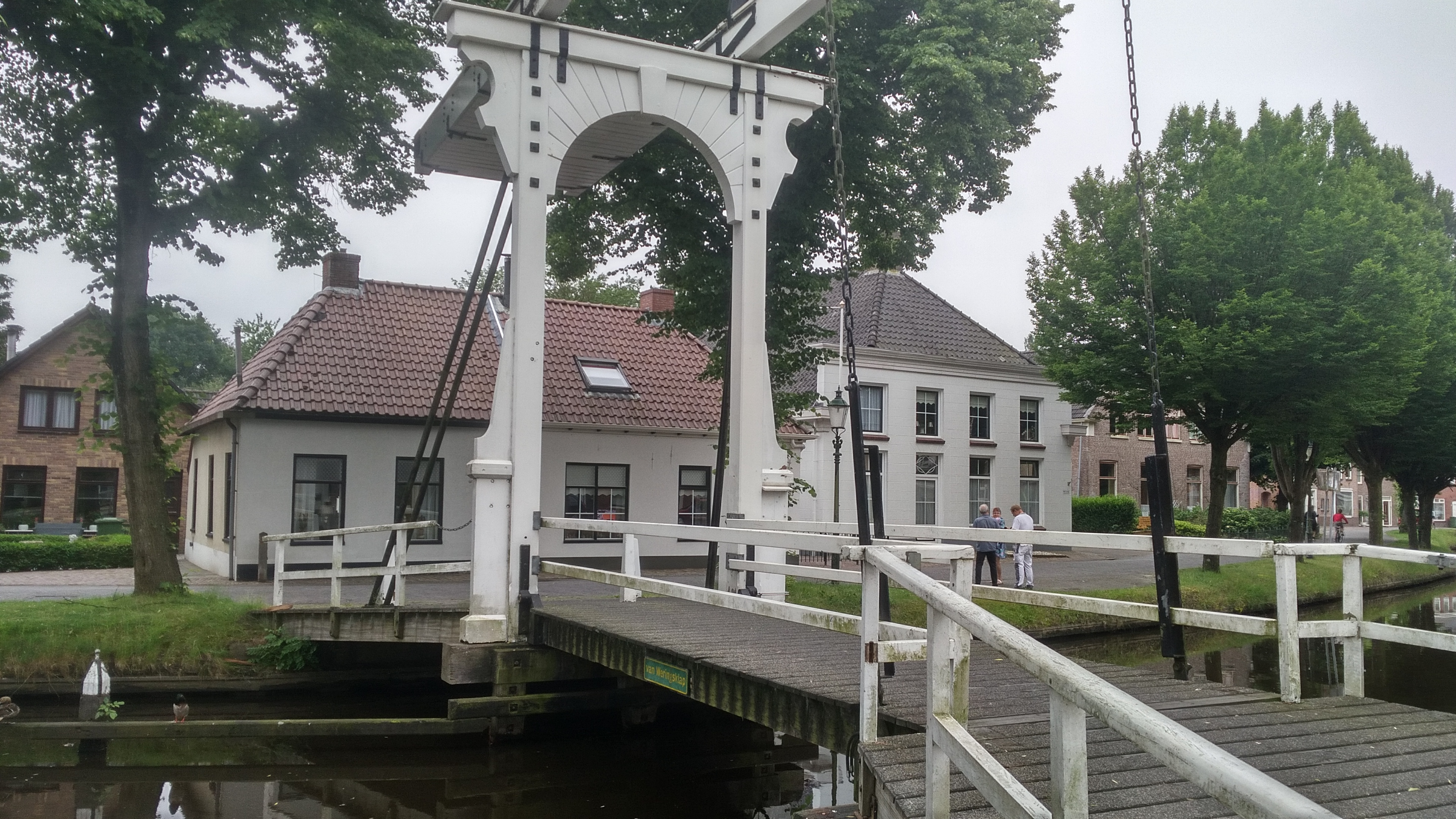
Міст в Ауде-Пекела
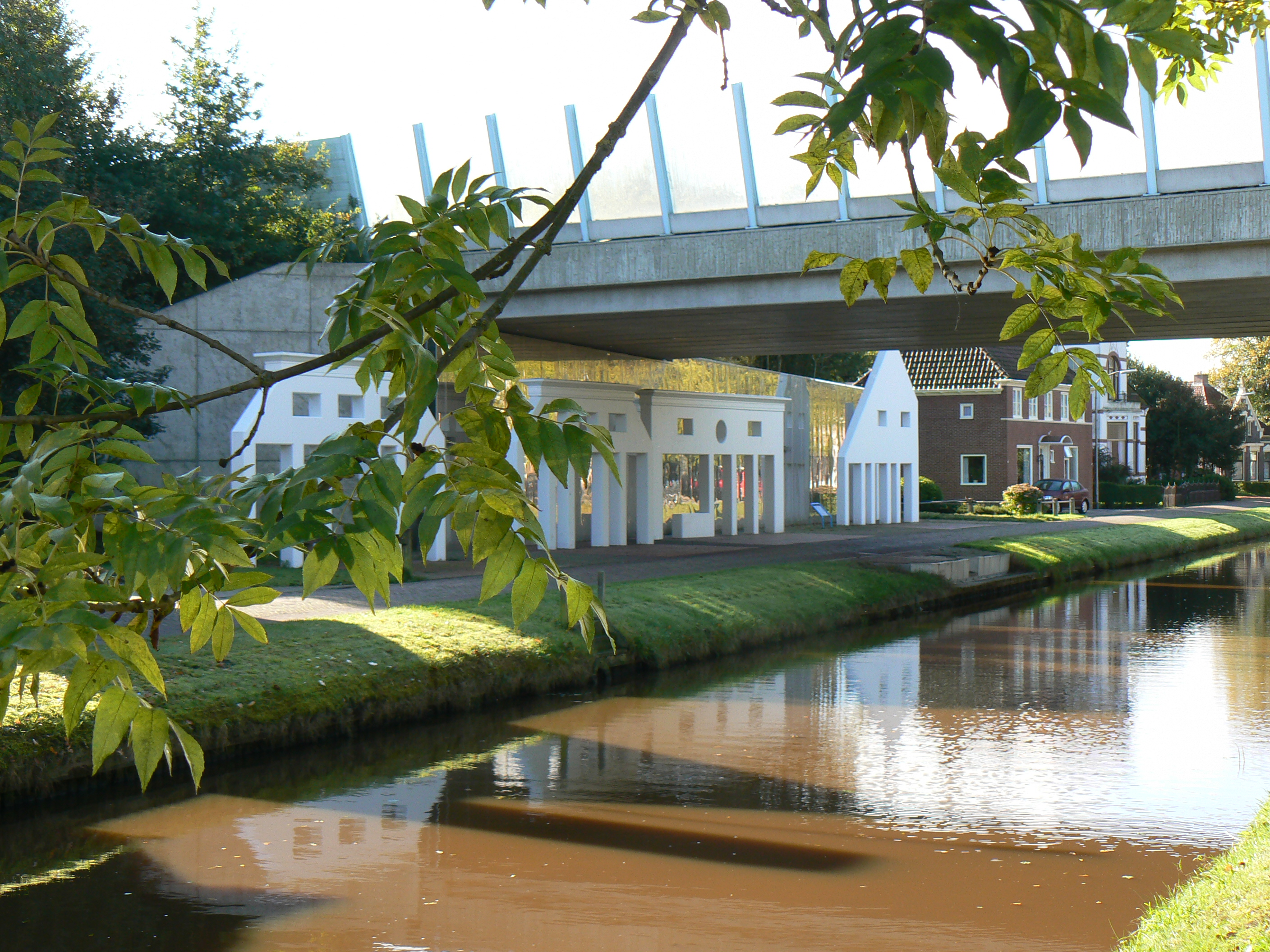
Арт-об'єкт "Geveltjes viadukt" в Ніве-Пекела
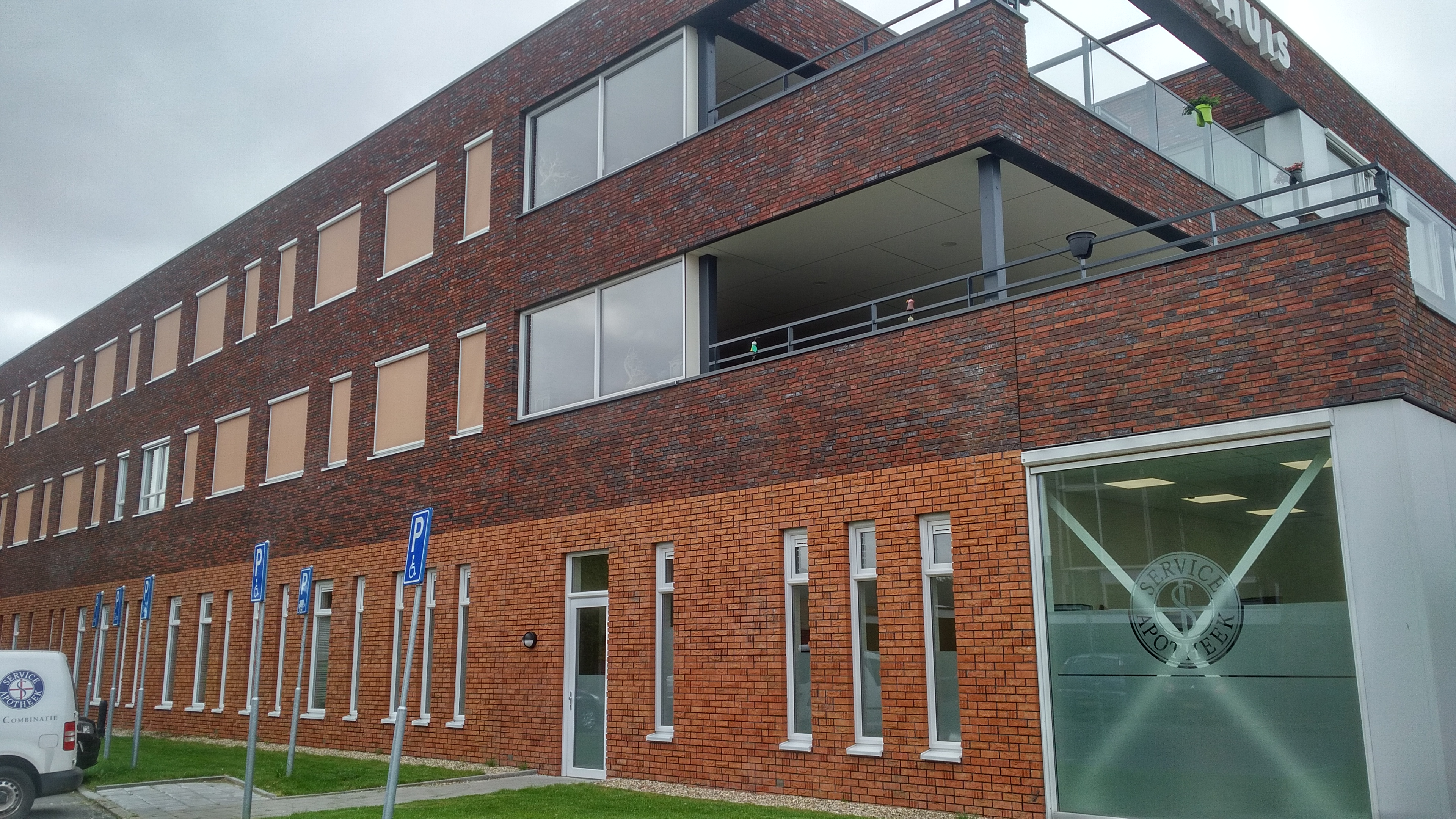
Будинок для людей похилого віку в Ауде-Пекела
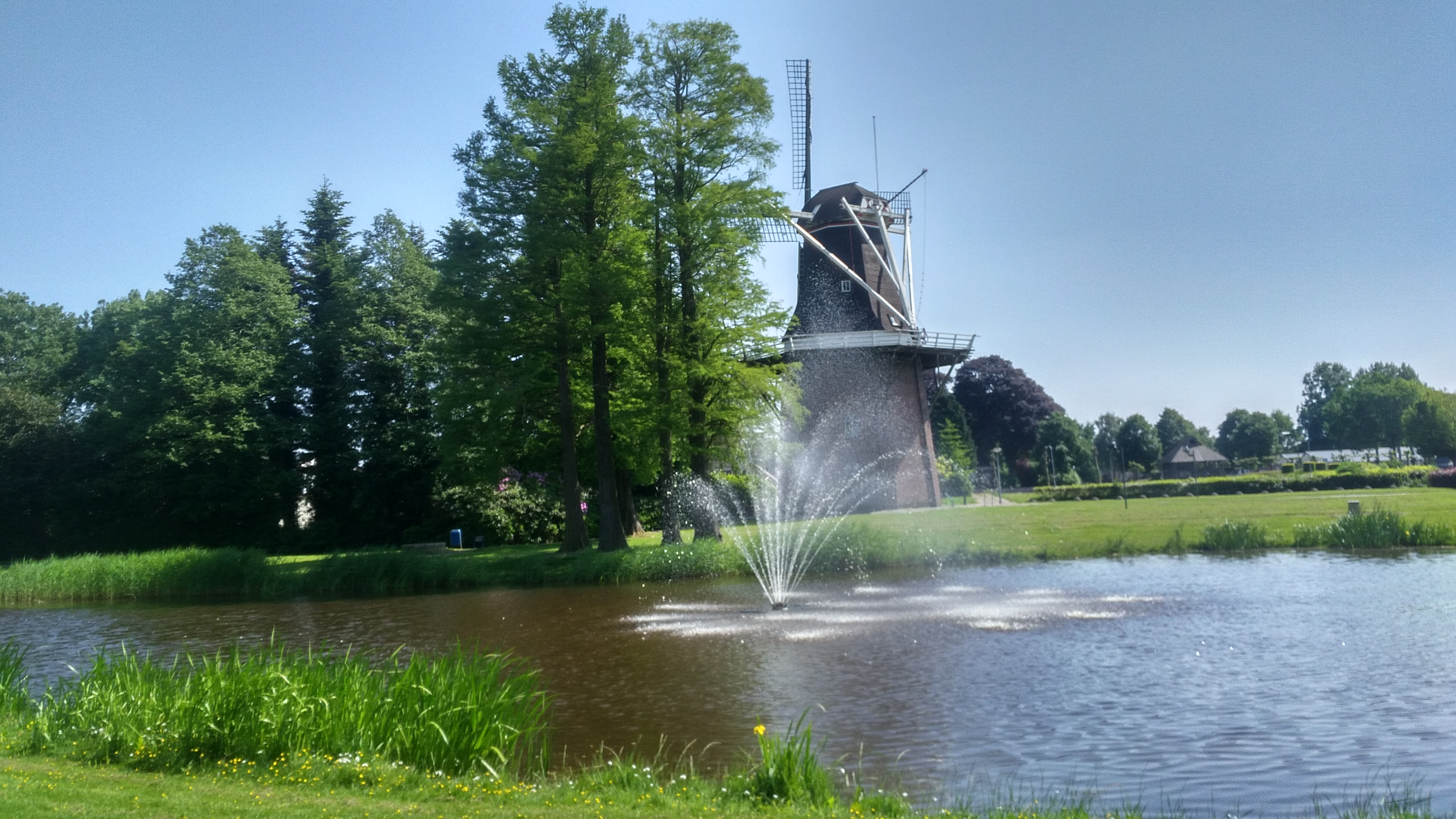
Вітряк "De Onrust" в Ауде-Пекела